# Exenterus
Exenterus är ett släkte av steklar som beskrevs av Hartig 1837. Exenterus ingår i familjen brokparasitsteklar.

## Dottertaxa tillExenterus, i alfabetisk ordning[1][2]
- Exenterus abruptorius
- Exenterus adspersus
- Exenterus affinis
- Exenterus amictorius
- Exenterus anceps
- Exenterus antennatorius
- Exenterus canadensis
- Exenterus chinensis
- Exenterus confusus
- Exenterus dormitans
- Exenterus gibbus
- Exenterus hullensis
- Exenterus ictericus
- Exenterus lophyri
- Exenterus nagano
- Exenterus nigricarpus
- Exenterus nigrifrons
- Exenterus orientalis
- Exenterus oriolus
- Exenterus phaeopyga
- Exenterus pini
- Exenterus platypes
- Exenterus rutiabdominalis
- Exenterus similis
- Exenterus simplex
- Exenterus tricolor
- Exenterus tsugae
- Exenterus walleyi
- Exenterus vellicatus
- Exenterus xanthostigma